# فيرني-فولتير (أين)
فيرني-فولتير (بالفرنسية: Ferney-Voltaire)‏ هي بلدية فرنسية تقع في إقليم الأين في فرنسا. رمز إنسي لها هو:1160. أما الرمز البريدي لها فهو: 1210.